# Деріанур

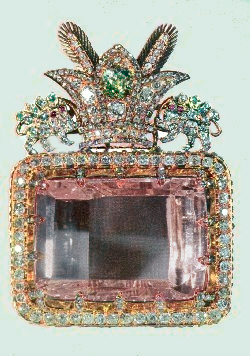
Деріанур

Деріанур (перс. درياى نور — «море світла» — названо по аналогії з Кохінуром) — один з найвідоміших діамантів у світі. Маса 182 карати. За оцінкою Британської енциклопедії, це «найбільший і найпрекрасніший з алмазів» іранських шахів.

## Легенда про походження каменю
За легендою у правителя Індії Султана Уд-Діна Хілджі були три сини: Хізр-хан, Шіхаб уд-дін Умар і Кутб уд-дін Мубарак. У 1316 після смерті батька вони стали претендентами на царство і вирішили розділити усю територію на три частини. З цією метою вони вирушили в подорож по володіннях батька. У горах їх застала злива, і вони сховалися від негоди в одній із печер. Увійшовши всередину, вони побачили, що печера освітлена незвичайним світлом, яке виходило від алмазу, що лежить на гранітному камені. Брати засперечалися, кому він повинен належати і стали молитися богам: Хізр-хан — Вішну, Умар — душі світу Брахмі, а Мубарак — богові-руйнівникові Шиві. Шива почув молитву Мубарака і вдарив в алмаз блискавкою, після чого алмаз розколовся на три частини. Кожен з осколків перевищував сімсот каратів. Хізр-хан узяв собі найбільшу частину, яку назвав «Дарияї-нур», — «море світла». Умар назвав свій камінь «Кохі-нур» — «гора світла», а Мубарак дав ім'я своєму каменю «Хінді-нур» — «світло Індії». Після того, як брати зійшли на престол, в країні почалися нещастя. Голод і епідемії забирали десятки тисяч життів. Щоб викликати прихильність Шиви, Мубарак продав свій алмаз шаху Персії. На отримані гроші він побудував храм і встановив біля входу мармурову статую Шиви заввишки в три людські зрости. Але нещастя тривали. І тоді Хізр-хан і Умар наказали каменотесам вставити алмази «Деріанур» і «Кохінур» в очні ямки статуї. Після цього усі лиха тут же припинилися.
Згодом «Деріанур» і «Кохінур» були вмонтовані в трон перського шаха, який напав на Індію і серед інших трофеїв захопив ці алмази.

## Історія каменю
Хоча перські монархи вірили в те, що алмаз колись належав Кіру Великому, насправді він був здобутий в копальнях Голконди і разом з Павиним троном був вивезений Надір-шахом із столиці Великих Моголів в 1739 році. Очевидно, він був виготовлений з величезного «столового діаманта», який бачив в 1642 р. вправленим у трон Шах Джахана француз Жан-Батист Таверньє. З того ж таки джерела, можливо, походить алмаз Нур Ул-Айн, що прикрашає тіару дружини останнього шаха, Фарах Пехлеві.
Після падіння династії Надір-шаха каменем володіли Зенди, а Фетх Алі-шах велів нанести на нього свій вензель. Насреддін-шах Каджар волів носити його на галуні, а Мозафереддін-шах Каджар прикріпив до парадного тюрбана, в якому в 1902 році їздив по Європі. У XX столітті діамант зберігався в Голестанському палаці. Реза Пехлеві мав його при собі під час урочистої коронації як шаха Ірану. Нині камінь зберігається в Центральному банку Ірану в Тегерані.